# Кларк-Форк
Кларк-Форк (англ. Clark Fork) — река на западе штата Монтана и на севере штата Айдахо (США). Протяжённость составляет около 499 км; площадь бассейна — около 59 324 км². Впадает в озеро Панд-Орей в северном Айдахо. Из озера вытекает река Панд-Орей, которая иногда рассматривается как нижняя часть Кларк-Форк, общая длина водотока, включая Пенд-Орейл, составляет около 771 км, общая площадь бассейна — 66 870 км². Кларк-Форк протекает по территории округов Боннер, Минерал, Мизула, Гранит, Пауэлл, Дир-Лодж и Сандерс.

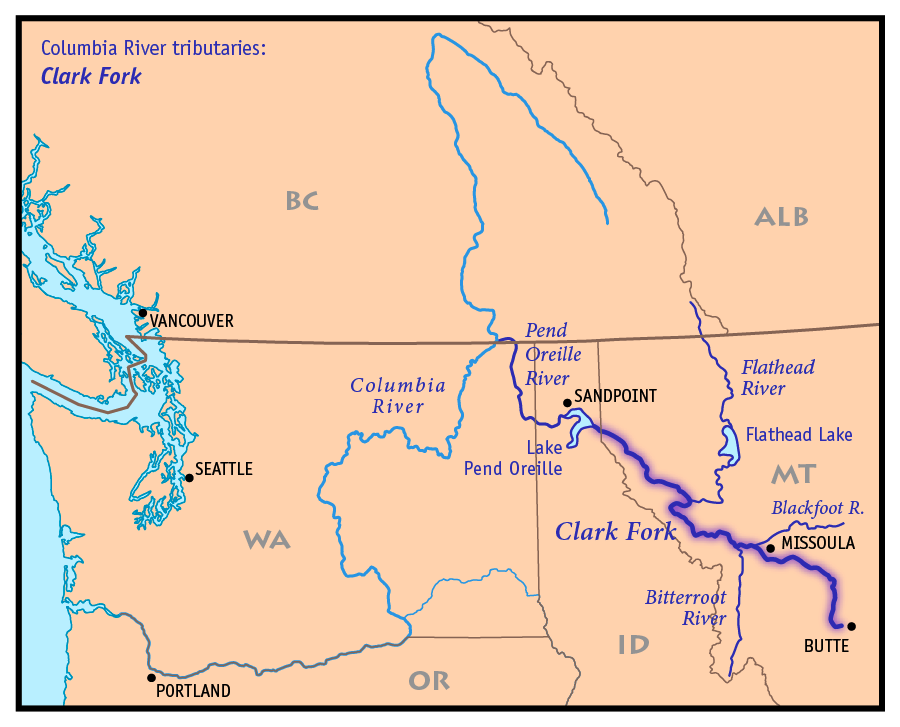

Берёт начало от слияния ручьёв Сильвер-Боу-Крик и англ. Warm Springs Creek. Течёт преимущественно в северо-западном направлении. В пяти милях к востоку от Миссулы принимает приток Блэкфут. К северо-западу от Миссулы течёт вдоль северо-восточной оконечности горного хребта Биттеррут, протекая через национальный лес Лоло. В 5,5 милях к юго-западу от Миссулы принимает приток Биттеррут, а близ населённого пункта Парадайз принимает приток Флатхед. На юге округа Сандерс, близ города Томпсон-Фолс, Кларк-Форк принимает приток Томпсон. У городка Ноксон, недалеко от границы со штатом Айдахо, на реке построена плотина Ноксон-Рапидс, которая формирует водохранилище длиной 32 км. Пересекает границу с Айдахо и втекает на территорию округа Боннер. Примерно в 13 км к западу от границы, у города Кларк-Форк, река впадает в озеро Панд-Орей.